# Gustav Grüner
 Der er flere personer med dette navn, se Gustav Grüner (flertydig).
Gustav Grüner (1. januar 1688 på Sæbygård i Østergøtland – 18. februar 1763) var en dansk officer, diplomat og godsejer.

## Militær karriere
Han var født 1. januar 1688 på Sæbygård i Østergøtland, hvor hans fader, etatsråd Johan Diderik Grüner, dengang boede som sekretær hos den danske gesandt ved det svenske hof. Grüners opdragelse lader til at være blevet ledet i militær retning. Først blev han i sit 14. år indskrevet som søkadet i København, men forblev dog hos sin familie i Sverige, hvor han 1705 blev ansat som underofficer ved oberst Hugo Hamiltons regiment for at uddannes i den praktiske infanteritjeneste. Da han var 18 år gammel, kom han i en alvorligere krigsskole, i det han 1706 rejste til krigsskuepladsen i Brabant, hvor en del af den danske hær kæmpede som engelske hjælpetropper i den spanske arvefølgekrig. I o. 14 år førte Grüner nu et omflakkende krigerliv.
Han begyndte dette som sekondløjtnant ved Prins Carls regiment og deltog i mange slag og træfninger. Han blev hårdt såret ved Oudenarde 1708, hvor han om aftenen efter slaget lå som død på valpladsen, men blev kaldt til live af en plyndrende soldaterkone, der ville skære fingeren af ham for at komme i besiddelse af hans ring. Ved Malplaquet 1709 var han kun selv tredje tilbage af sit regiments officerer, og året efter blev han atter såret ved belejringen af Aire. De slag og belejringer, han deltog i, og i hvilke han udmærkede sig, udgør en lang række. Da han efter freden 1714 marcherede til Glückstadt, var han da også avanceret ret hurtig i de forløbne år. 1708 blev han premierløjtnant, 1710 kaptajn reformé og gjorde tjeneste som generaladjudant hos generalløjtnant Frederik Gersdorff, 1711 blev han kompagnichef ved Sjællandske Regiment.
Kort efter hjemkomsten rejste han til Norge for at hverve til sit kompagni, og 1716 blev han og nogle andre officerer kommanderede sammesteds hen i særlige hverv i krigen mod Carl XII. Han fik lejlighed til at udmærke sig ved Akershuses belejring og modtog under den fortsatte krig det ene tillidshverv efter det andet. 1717 gjorde han tjeneste som brigademajor under generalerne Adam Abraham von Gaffron og Vincents Budde og senere som generaladjudant hos den kommanderende general, baron Erhard Wedel Jarlsberg. Da general Barthold Heinrich von Lützow overtog dennes post, blev Grüner kommanderet til tjeneste i Frederiksstad, i hvis forsvar han deltog, indtil de danske tropper efter Carl XII's død blev beordrede tilbage til Danmark. Grüner fik 1719 kompagni i Grenaderkorpset og kom til at ligge i garnison i København, men forinden han forlod Norge, ægtede han 2. maj samme år Sophie Amalie Vind (f. i Norge 15. maj 1698), datter af generalmajor Ove Vind og Alethe Margrethe Dorn.
Medens fredsunderhandlingerne med Sverige stod på, blev Grüner, der ved sin fødsel og sine familieforbindelser var knyttet til dette land, gentagne gange sendt til Stockholm med særlige hverv for kongen. 4. december 1722 mistede Grüner sin 24-årige hustru, der efterlod ham 3 døtre. Hans andet giftermål (26. maj 1725) gjorde en stor forandring i hans ydre forhold; thi hans anden hustru, Margrethe f. Due (f. 25. juli 1682), datter af etatsråd Jørgen Skeel Due og Birgitte Reedtz og enke efter major Jørgen Tyge Seefeldt til Margård, bragte ham denne gård i medgift; dog måtte han først affinde sig med sin hustrus slægtninge for at komme i besiddelse af den. Ved sit avancement til oberstløjtnant 1728 blev han ansat ved Ribe Stifts nationale regiment og tog nu stadigt ophold på Margård. Da landmilitsen 2 år efter blev ophævet, blev han imidlertid sat på ventepenge, og først 1732 lykkedes det ham som underfører at komme ind i Drabantgarden. Året efter avancerede han til oberfører og oberst, og endelig 1737 blev han chef for Fynske nationale Infanteriregiment, der havde samlingsplads i Odense. Hans anden hustru døde 1. april 1736 uden at efterlade sig børn.

## Dansk gesandt i Stockholm
I året 1740 blev Grüner udnævnt til dansk gesandt i Stockholm. Hans gode forbindelser i Sverige, hans virksomme karakter og elskværdige væsen gjorde ham vel skikket til at være grev R.F. Lynars efterfølger under de vanskelige forhold, som det i Sverige opståede tronfølgerspørgsmål førte med sig. Der var på dette tidspunkt en virkelig udsigt til en forening af de 3 nordiske riger under Christian VI eller dennes søn. Unionstanken havde et parti for sig i Sverige, og det gjaldt for den danske regering om at bekæmpe og besejre de andre prætendenter til den svenske krone.
Grüner udfoldede som gesandt en overordentlig virksomhed, i det han ved udsendinger over hele landet søgte at vinde tilhængere for en dansk tronfølger, samtidig med at han efter datidens diplomatiske skik anvendte store pengesummer til bestikkelser for at nå sit mål. Det lykkedes ham da også at vinde flere betydelige mænd i bondestanden, i hæren og i rigsdagen, men alligevel blev den holstenske hertug Carl Peter Ulriks valg sat igennem 1742.
Da denne imidlertid netop var bleven valgt til russisk tronfølger, blev sagen ikke opgiven. På Grüners indstændige råd rustede den danske regering sig og indtog en meget truende holdning imod Sverige. For yderligere at sætte kraft og energi ind på det store spørgsmål blev den ansete diplomat gehejmeråd Christian August von Berckentin sendt til Sverige som ekstraordinær ambassadør. Det blev udtrykkelig betydet Grüner, at han ikke måtte anse Berckentins sendelse som et tegn på mistillid, og de 2 mænd arbejdede da også hånd i hånd på at forøge det danske parti, Grüner især med aldrig svigtende forhåbninger om et heldigt udfald. Det tillægges da også ham, at den svenske bondestand i 1743 helt sluttede sig til det danske parti. Omstændighederne blev imidlertid vanskeligere og vanskeligere, efterhånden som forholdet imellem de forskellige partier blev mere og mere tilspidset, dalkarlene rejste sig i oprør, og Grüner fortæller selv, at han var genstand for overfald på gaden, og at han måtte have militær bedækning i sit hus.
Trods alle anstrengelser og alle de overordentlige midler, der blev anvendt, valgtes som bekendt dog Adolf Frederik af Holsten-Gottorp til svensk tronfølger; den danske regering og dens diplomati led således et fuldstændigt nederlag. Grunden hertil lå vel for en del i den i og for sig vanskelige, om ikke umulige, opgave at kæmpe imod det mægtige Ruslands interesser; men den danske regerings vaklende og vage optræden var mindst af alt skikket til at støtte gesandterne i deres ihærdige bestræbelser. Disse vendte tilbage til København 1. juli 1743.

## Livet på Margård
At der ikke blev tillagt Grüner nogen skyld i det uheldige resultat, viser hans udnævnelse 7. august til kammerherre og overgeneraladjudant. Året før var han blevet generalmajor, og han overtog nu sit regiment, samtidig med at han søgte hvile og trøst ved et roligt liv på Margård. Han solgte endog regimentet i året 1745 til oberst Holger Vind og opofrede sig aldeles for bestyrelsen af sit gods, i det han i disse år ved arkitekt Johann Gottfried Rosenberg 1745 opførte den smukke hovedbygning, som endnu står, anlagde den store have, forbedrede driften mm. Megen glæde nød han imidlertid ikke af sin nye bolig; thi 29. januar 1748 blev han udnævnt til kommandant på Kronborg.
Året efter blev han Ridder af Dannebrog, 1751 fik han enkedronningens orden l'union parfaite, og 1755 blev han generalløjtnant. Endnu i sin høje alder modtog Grüner et æreshverv, der fuldstændig bragte forandring i hans liv, i det han 1759 blev kommanderende general over den norske hær i feltmarskal Hans Jacob Arnoldts sted. Trods sine 71 år rejste den gamle general til Christiania og overtog sin post, som han røgtede med iver og interesse; men han oplevede dog ikke den store omvæltning i den dansk-norske hær, som den Saint-Germainske periode førte med sig. Efter at være blevet udnævnt til general af infanteriet 1761 døde han 18. februar 1763, 75 år gammel, den sidste af den linje af slægten, som var bleven adlet 1693.